# Marion (Alabama)
Marion é uma cidade localizada no estado americano do Alabama, no Condado de Perry.

## Demografia
Segundo o censo americano de 2000, a sua população era de 3511 habitantes.
Em 2006, foi estimada uma população de 3388, um decréscimo de 123 (-3.5%).

## Geografia
De acordo com o United States Census Bureau tem uma área de
27,7 km², dos quais 27,4 km² cobertos por terra e 0,3 km² cobertos por água.

## Localidades na vizinhança
O diagrama seguinte representa as localidades num raio de 40 km ao redor de Marion.